# Polskie Towarzystwo Etyczne
Polskie Towarzystwo Etyczne (PTE) – stowarzyszenie naukowe działające przy Instytucie Filozofii i Socjologii Uniwersytetu Pedagogicznego im. KEN w Krakowie (IFIS UP) od 2010 roku.

## Historia
Powstanie Polskiego Towarzystwa Etycznego jest związane z organizowanymi od 2005 roku w Instytucie Filozofii i Socjologii Uniwersytetu Pedagogicznego im. KEN w Krakowie Ogólnopolskimi Forami Etycznymi. To w ich trakcie narodził się pomysł powolania towarzystwa, którego celem będzie inicjowanie publicznych dyskusji wokół podstawowych dylematów etycznych i moralnych. W skład komitetu założycielskiego weszli pracownicy IFIS UP. 19 października 2010 roku PTE zostało wpisane do Krajowego Rejestru Sądowego i rozpoczęło swoją działalność.

## Cele naukowe
Celem Towarzystwa jest:
- upowszechnianie światowego dorobku z zakresu etyki normatywnej, opisowej i metaetyki,
- wspieranie krajowych badań w zakresie etyki oraz popularyzacja ich wyników,
- inicjowanie publicznych dyskusji wokół dylematów moralnych,
- uwrażliwianie społeczeństwa na problemy moralne,
- stwarzanie warunków dla integracji środowiska etyków w instytucjach naukowych, edukacyjnych i oświatowych,
- uczenie rozumienia innych niż własne wyborów moralnych,
- upowszechnianie poprawnych standardów argumentacji etycznej.

## Struktura organizacyjna i działalność
Najwyższym organem statutowym PTE jest Walne Zebranie Członków, a jego organem wykonawczym Zarząd z prezesem na czele. Obecnym prezesem PTE jest prof. dr hab Tadeusz Gadacz.
W skład PTE wchodzi 7 sekcji:
1. Sekcja Dobrostanu Zwierząt – kierownik: prof. dr hab. Andrzej Elżanowski (UW, Warszawa)
2. Sekcja Etyki Środowiskowej – kierownik: prof. dr hab. Zdzisława Piątek (UJ, Kraków)
3. Sekcja Etyki Biznesu – kierownik: prof. dr hab. Janina Filek (UE, Kraków)
4. Sekcja Etyki Życia Publicznego – kierownik: dr hab. Joanna Mysona-Byrska (UP JPII, Kraków)
5. Sekcja Metaetyki – kierownik: dr hab. Marek Magdziak (Uniwersytet Wrocławski)
6. Sekcja Ochrony Środowiska – kierownik: dr hab. Jacek Antonkiewicz (Uniwersytet Rolniczy, Kraków)
7. Studencka Sekcja Polskiego Towarzystwa Etycznego (UP, Kraków)

PTE współorganizuje Międzynarodowe Forum Etyczne w Krakowie. Członkowie PTE są inicjatormami i sygnatariuszami wielu petycji, m.in. przeciwko legalizacji uboju rytualnego w Polsce.

## Członkowie honorowi
- Barbara Chyrowicz
- Zdzisława Piątek
- Ewa Podrez
- Halina Promieńska
- Beata Szymańska-Aleksandrowicz
- Zofia Zarębianka
- Andrzej Bałandynowicz
- Zygmunt Bauman
- ks. Tadeusz Biesaga
- Adam Chmielewski
- Andrzej Elżanowski
- Jacek Filek
- Lesław Hostyński
- Zdzisław Kalita
- Józef Lipiec
- Mirosław Rutkowski
- Henryk Skolimowski
- Kazimierz Szewczyk
- Roman Tokarczyk
- Włodzimierz Tyburski
- Adam Węgrzecki
- Ryszard Wiśniewski
- Władysław Zuziak
- Bogusław Żurakowski